# Mafia irlandaise
 (novembre 2018).
Si vous disposez d'ouvrages ou d'articles de référence ou si vous connaissez des sites web de qualité traitant du thème abordé ici, merci de compléter l'article en donnant les références utiles à sa vérifiabilité et en les liant à la section « Notes et références ».
La mafia irlandaise (The Irish Mob) est le nom donné au crime organisé irlandais ou d'origine irlandaise, agissant principalement en Irlande et aux États-Unis.

## Histoire

### En Irlande
Divers milieux criminels irlandais existent depuis le XIXe siècle, particulièrement à Dublin et Limerick. Certaines familles sont issues des communautés travellers. Leurs activités ont attiré l'attention des médias dans les années 1990, notamment avec les assassinats du trafiquant de drogue Martin Cahill et de la journaliste Veronica Guerin, mais aussi dans le cadre du conflit nord-irlandais où le crime organisé a été une source de financement pour les organisations participantes aux Troubles.

### Aux États-Unis
C'est la plus ancienne pègre aux États-Unis. Elle entretient des liens avec des criminels restés en Irlande, particulièrement à Dublin.
Elle prend ses origines dans les gangs de rue d'origine irlandaise à New York et Chicago comme décrit dans le livre publié en 1928 The Gangs of New York de l'auteur et spécialiste en criminologie Herbert Asbury (en). La mafia irlandaise est apparue dans la plupart des autres grandes villes américaines, dont Boston, Philadelphie, Cleveland, Minneapolis et La Nouvelle-Orléans.
• Organisation Enoch Johnson : Enoch Lewis Johnson (surnommé Nucky) fut le chef indiscuté du système politique et mafieux d'Atlantic City des années 1910 jusqu'à son emprisonnement en 1941. Il dirigea le trafic d'alcool (durant la prohibition), la prostitution, les paris et jeux d'argent pendant 30 ans.
- Gang de North Side (North Side Gang) : ce groupe, particulièrement violent pour l'époque, était présent à Chicago. Il contrôlait le nord de la ville et se confrontait à l'Outfit de Chicago, mené par Al Capone.
- Gang de Winter Hill (Winter Hill Gang) : une organisation criminelle issue du quartier de Winter Hill à Somerville, dans le Massachusetts, au nord de Boston. Ses membres sont des gangsters notoires de Boston comme Buddy McLean ou encore James Whitey Bulger.

### Au Canada
- Gang de l'ouest (West End Gang) est l'un des groupes de crime organisé les plus influents du Canada. Cette mafia irlandaise originaire de la ville de Montréal fut fondée au début du XXe siècle.

## Dans la culture populaire
- Peaky Blinders, série télévisée, 2013-2022
- L'Affaire Al Capone
- Ordinary Decent Criminal de Thaddeus O'Sullivan en 2000.
- Les Sentiers de la perdition de Sam Mendes en 2002.
- Miller's Crossing des frères Coen en 1990.
- La Loi du sang (Monument Ave.) de Ted Demme en 1998.
- You Kill Me de John Dahl en 2007.
- Les Infiltrés de Martin Scorsese en 2006. Le personnage de Frank Costello est inspiré de James J. Bulger, chef de la mafia irlandaise de Boston.
- Les Copains d'Eddie Coyle
- Dernier Recours de Walter Hill en 1996, avec Bruce Willis et Christopher Walken.
- A History of Violence de David Cronenberg et sorti en 2005
- Le Général de John Boorman en 1997. Le film retrace la vie et la mort de Martin Cahill, un boss de la mafia irlandaise de Dublin.
- Veronica Guerin de Joel Schumacher en 2003.
- Strictly Criminal de Scott Cooper en 2015.
- Night Run de Jaume Collet-Serra en 2015.
- 5e saison de la série Longmire en 2016.
- Les Baronnes